# Istituto Siciliano di Studi Bizantini e Neoellenici
Das Istituto Siciliano di Studi Bizantini e Neoellenici „Bruno Lavagnini“ (deutsch: Institut für byzantinische und neugriechische Studien „Bruno Lavagnini“) ist ein von Bruno Lavagnini 1960 in Palermo gegründetes, jedoch von der Universität Palermo unabhängiges Institut auf den Gebieten der Byzantinistik und der Neogräzistik.
Hauptaufgabe war einerseits die Erschließung von Quellen zum byzantinischen Süditalien, andererseits die Erstellung eines neugriechisch-italienischen Wörterbuchs, das 1993 als Dizionario greco moderno–italiano erschienen ist. Der Plan der Institutsgründung wurde durch ein Votum des 8. Internationalen Byzantinistenkongresses in Palermo 1951 unterstützt. Erste Veröffentlichungen erschienen 1954, die endgültige rechtliche Anerkennung erfolgte 1960 durch ein Gesetz der Region Sizilien, das zugleich eine Grundfinanzierung vorsah. Das Institut, das auch von der Regierung Griechenlands finanziell gefördert wird, nimmt die Aufgaben eines Konsulats der Hellenischen Republik auf Sizilien wahr. Für das Institut konnte Lavagnini die Bibliothek von Silvio Giuseppe Mercati, des Bruders von Giovanni Mercati erwerben, die zahlreiche seltene Drucke enthält.
Derzeitige Präsidentin des Instituts ist Renata Lavagnini, die Tochter von Bruno Lavagnini.